# Flaccovio Editore
La Flaccovio editore è stata una casa editrice palermitana fondata da Salvatore Fausto Flaccovio. Iniziò l'attività nel 1939, per poi chiudere nel 2013.

## Storia

### La libreria
La casa editrice nasce dall'esperienza della libreria Flaccovio, aperta nel 1938 da Salvatore Fausto Flaccovio, con la formula, allora innovativa, della libreria "aperta", in cui cioè era possibile aprire, sfogliare e leggere i libri. Salvatore Fausto Flaccovio nel 1938 inaugura la propria libreria nella sede storica, in via Ruggero Settimo n.37, a Palermo, inizialmente composta da una sola stanza e già contraddistinta dal logo creato dall'artista Franz Orlando, raffigurante una gazzella (simbolo di forza ed elasticità).
Nella primavera del 1940 apre all'arte, raccogliendo il testimone della Galleria Mediterranea, fondata qualche anno prima da Lia Pasqualino Noto: comincia un periodo denso di eventi che vedono protagoniste le opere di importanti artisti contemporanei, da Renato Guttuso a Fausto Pirandello, fino a Orfeo Tamburi, Afro e Gabriele Mucchi.
La libreria diventa punto d'incontro di molti intellettuali palermitani del secondo dopoguerra, fra cui Renato Guttuso, Bruno Caruso, Giuseppe Tomasi di Lampedusa.

### La casa editrice
Il 1941 è l'anno di esordio di Fausto Flaccovio come editore. I primi libri editi con il suo marchio sono saggi di sociologia, psicologia e critica letteraria, ma già l'anno successivo vedono la luce anche diversi volumi di narrativa. L'incalzare della guerra, tuttavia, fa sì che fino al 1943-1944 la produzione editoriale si fermi, pur continuando la libreria nella sua attività commerciale.

Col finire della guerra riprendono le pubblicazioni e la libreria si amplia, creando anche uno spazio appositamente dedicato ai più piccoli, con l'intento di incoraggiarne l'amore verso i libri fin dalla più tenera età. Poco dopo, nel 1946, comincia l'esperienza della rivista Chiarezza-Settimanale di vita sociale, edita da Flaccovio e diretta da Salvatore Francesco Romano. A tale rivista, che incentra i propri interessi sulla riflessione politica e sociale e che rappresenta al sud ciò che al nord era Politecnico di Vittorini, collaborano come redattori Pino Basile e Marcello Cimino, ma anche, fra gli altri, Elio Vittorini, Sibilla Aleramo, Salvatore Quasimodo, Francesco Renda. La rivista è arricchita da numerosi contributi grafici, fra cui quelli di Pablo Picasso e Renato Guttuso, Pippo Rizzo, Ugo Attardi e Gianbecchina. L'esperienza editoriale di Chiarezza finisce nel 1947, ma pochi anni dopo nasce Sicilia, rivista ufficiale dell'Assessorato Turismo e Spettacolo della Regione Siciliana, le cui pubblicazioni cessano nel 1982, dopo ottantanove numeri.

Nel frattempo la libreria si è ulteriormente ampliata, arricchendosi di quattro nuovi locali, che consentono a Flaccovio di stabilirvi una galleria d'arte permanente, dopo l'esperienza fugace degli anni della guerra. Per prima viene realizzata un'esposizione di Lia Pasqualino Noto, in segno di continuità con la pregressa esperienza, seguono poi le personali di Pippo Rizzo e di Ugo Attardi.
È la stagione delle grandi monografie, di cui I mosaici di Monreale, di Ernst Kitzinger è il fiore all'occhiello. Con la direzione artistica di Bruno Caruso, assistito da Ermanno Gagliardo e gli scatti di Enzo Sellerio, realizzati appositamente per il volume, l'opera, pubblicata anche in lingua inglese, ha un successo internazionale.
Gli anni Sessanta sono segnati dall'esperienza di Collage, una rivista parlata, fondata ed animata dai musicologi Paolo Emilio Carapezza e Antonino Titone e dallo scrittore Gaetano Testa. La casa editrice conferma il suo ruolo nella editoria di cultura con la pubblicazione sui mosaici di Piazza Armerina e pubblicando inoltre la Storia del Parlamento Italiano in 19 volumi. Nel 1971 pubblica I Beati Paoli, di Luigi Natoli, apparso precedentemente a puntate sul Giornale di Sicilia. Salvatore Fausto Flaccovio muore il 28 settembre 1989 e la sua attività è stata continuata dai figli Sergio e Francesco.
La casa editrice è costretta alla chiusura nell'aprile del 2013. Il nipote di Fausto, Giuseppe, apre una libreria al Forum di Palermo, e nel 2018 inaugura uno spazio espositivo all'interno del Liceo classico Vittorio Emanuele II, che racconta la storia della casa editrice dal 1941 al 2013.

## Collane
La casa editrice ha pubblicato le collane: 
- Saggi
- Album
- Siciliana
- Narrazioni
- Vento della Storia
- Tascabili Flaccovio
- Scritture
- Parco centrale